# Neea davidsei
Neea davidsei är en underblomsväxtart som beskrevs av Julian Alfred Steyermark. Neea davidsei ingår i släktet Neea och familjen underblomsväxter. Inga underarter finns listade i Catalogue of Life.